# Lukas Tauber
Lukas Tauber (* 18. Februar 1990 in Brixen) ist ein italienischer Eishockeyspieler, der seit 2018 beim italienischen Zweitligisten HC Falcons Brixen unter Vertrag steht.

## Karriere
Lukas Tauber begann seine Karriere als Eishockeyspieler in der Jugendabteilung des HC Pustertal. In der Saison 2008/09 bestritt er seine ersten drei Meisterschaftsspiele mit Pustertals Profimannschaft in der Serie A. Bis 2013 wurde er jedoch immer wieder auch an unterklassige Klubs ausgeliehen. 2011 gewann er mit Pustertal die Coppa Italia und im selben Jahr sowie 2014 auch die Supercoppa. 2011, 2012 und 2014 wurde er mit dem Team aus Bruneck auch italienischer Vizemeister. Zur Saison 2018/19 wechselte Tauber zum Zweitligisten HC Falcons Brixen.

### International
Für Italien nahm Tauber an der U18-Junioren-Weltmeisterschaft der Division I 2008 sowie den U20-Junioren-Weltmeisterschaften der Division I 2009 und 2010 teil.

## Erfolge und Auszeichnungen
- 2011 Sieger der Coppa Italia und Supercoppa mit dem HC Pustertal
- 2011 Vizemeister der Serie A1 mit dem HC Pustertal
- 2012 Vizemeister der Serie A1 mit dem HC Pustertal
- 2014 Sieger der Supercoppa mit dem HC Pustertal
- 2014 Vizemeister der Serie A1 mit dem HC Pustertal

## Karrierestatistik
(Legende zur Spielerstatistik: Sp oder GP = absolvierte Spiele; T oder G = erzielte Tore; V oder A = erzielte Assists; Pkt oder Pts = erzielte Scorerpunkte; SM oder PIM = erhaltene Strafminuten; +/− = Plus/Minus-Bilanz; PP = erzielte Überzahltore; SH = erzielte Unterzahltore; GW = erzielte Siegtore; 1 Play-downs/Relegation; Kursiv: Statistik nicht vollständig)